# Brzeźce (Pszczyna)
Brzeźce (deutsch Brzestz) ist eine Ortschaft mit einem Schulzenamt der Gemeinde Pszczyna im Powiat Pszczyński der Woiwodschaft Schlesien in Polen.

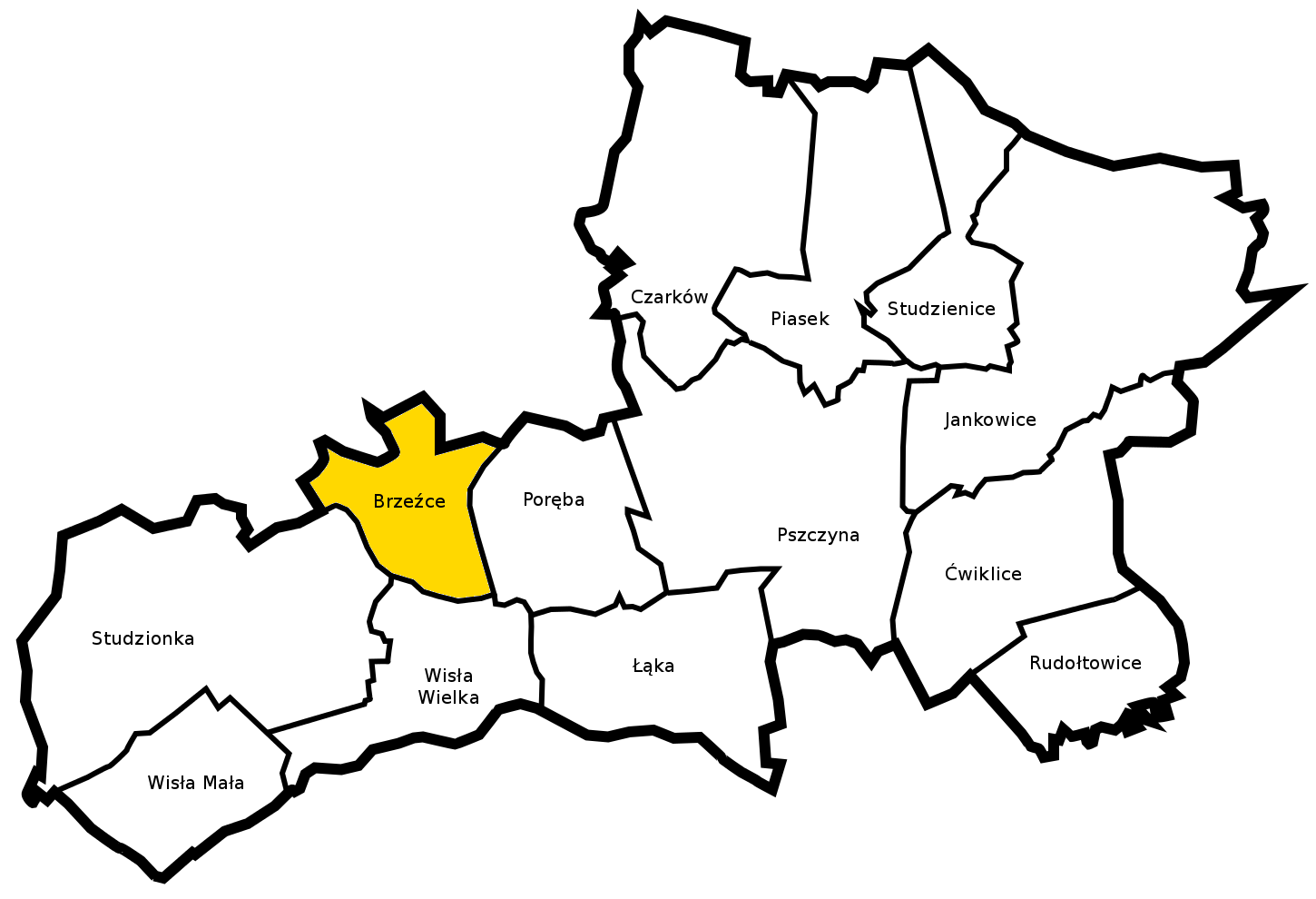
1. FFD700 – Lage von Brzeźce in der Gemeinde Pszczyna

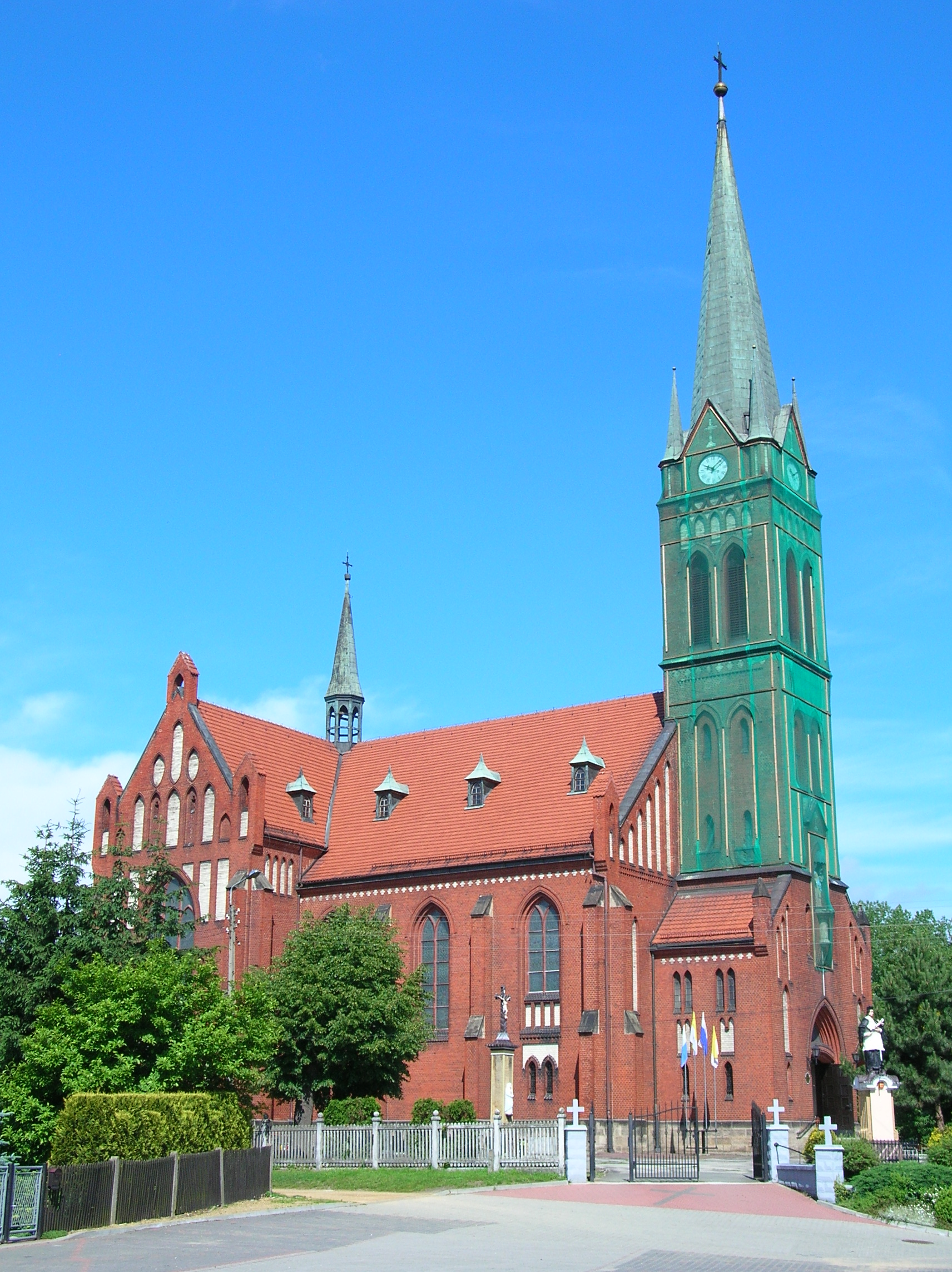
Kirche in Brzeźce

## Geographie
Der Ort liegt am Bach Pszczynka im Auschwitzer Becken. Nachbarorte sind Kryry und Kobielice im Norden, Poręba im Osten, Wisła Wielka im Süden, Studzionka im Südwesten, Mizerów im Westen.

## Geschichte
Das Dorf liegt im Oberschlesien, eine Erinnerung an die Ausgliederung des Gebiets um Pszczyna aus Kleinpolen vor dem Jahr 1177/1179 war die Zugehörigkeit der örtlichen Pfarrei zum Bistum Krakau (im Dekanat Auschwitz, danach im Dekanat Pless) bis zur Zeit der Reformation.
Der Ort wurde als die Pfarrei Breze im Jahr 1326 erstmals urkundlich erwähnt, der Priester Conradus wurde damals wegen der Nichtzahlung der Steuer exkommuniziert. Danach wurde der Ort als Brzescze, Bresco (1346), Brescze (1444), z Brzezczuow (1529), Brzesczye (1529), Brzest (1743), Brzestz (1783, 1845), Brześć, Brzest (1896), Brzeźce (1952) erwähnt. Der ursprüngliche Name war Brzeście oder Brzeszcze abgeleitet von urslawischen *berstьje ([Walde der] Bergulmen, polnisch [las] brzostowy) und wurde sekundär germanisiert als Brzestz. Die spätere polnische Form Brzeźce, Brzeżce bezog sich auf das Wort brzeg (Ufer).
Politisch gehörte das Dorf zum Herzogtum Ratibor in der Zeit des polnischen Partikularismus. Seit 1327 bestand die Lehnsherrschaft des Königreichs Böhmen und seit 1526 gehörte es zur Habsburgermonarchie.
Am 21. Februar 1517 wurde die Freie Standesherrschaft Pleß sowie wes Brzezcze von Kasimir II. von Teschen verkauft.
Nach dem Ersten Schlesischen Krieg und dem Vorfrieden von Breslau (1742) gehörte es zum Königreich Preußen, ab 1871 in Deutschland.
In der Volksabstimmung in Oberschlesien über die künftige Zugehörigkeit Oberschlesiens im Jahre 1921 votierten 317 von 339 Wählern für Polen, gegen 22 Stimmen für Deutschland.
Nach der polnischen Annexion Ost-Oberschlesiens 1922 gehörte Brzeźce zu Polen. Unterbrochen wurde dies nur durch die Besetzung Polens durch die Wehrmacht im Zweiten Weltkrieg, und zwar die Polnische Armee der Wehrmacht am 1. September in der Schlacht bei Pless widerstand. Der Kirchturm wurde damals zerstört.
Von 1975 bis 1998 gehörte Brzeźce zur Woiwodschaft Katowice.